# Saint-saturnin (AOC)
Le saint-saturnin , ou languedoc-saint-saturnin, est un vin produit autour de la commune de Saint-Saturnin-de-Lucian. Il s'agit d'une des dénominations géographiques au sein de l'appellation languedoc.

## Histoire
La tradition veut que ce vignoble ait été créé par Nymphius, un compagnon de Benoît d'Aniane au VIIIe siècle. 
Pour valoriser la production de ce terroir viticole, les viticulteurs décidèrent de fonder le 29 décembre 1950, une cave coopérative qui fut appelée La Cathédrale.
En 1953, la première cuvée est « Le Vin d'une Nuit », dont la cuvaison se faisait en une seule nuit à la manière de certains rosés (bien que cette cuvée soit plus proche d'un rouge léger).
Le saint-saturnin fait de plus partie des terroirs fondateurs de l'AOC Languedoc. Sa production est reconnue en VDQS en juillet 1958 pour les communes d’Arboras (en partie) et de Saint-Saturnin. Une extension de l'appellation se fait en juin 1976 pour les communes de Jonquières (en partie) et de Saint-Guiraud (en partie).
Depuis les vins de ce terroir appartiennent à l’AOC Languedoc (ex Coteaux-du-languedoc) pour lequel une mention géographique a été rendue possible en 2005. Actuellement, le syndicat des producteurs a engagé une démarche de reconnaissance en cru communal auprès de l'INAO de ses vins rouge et rosé.

## Situation géographique

### Orographie
Le vignoble est situé au pied des contreforts du Larzac, il est dominé par le rocher des Deux-Vierges.

### Géologie
Les sols sont composés principalement de schistes et de grès, ponctuellement recouvert de terres argilo-calcaires. 

### Climat
Le vignoble jouit d'un climat méditerranéen  chaud et abrité des vents. Il offre à la vigne un ensoleillement et une chaleur considérables. Les étés secs limitent le rendement ce qui développe les arômes des cépages.

## Vignoble

### Présentation
Cette appellation concerne un vignoble qui s'étend sur 760 hectares et couvre les communes d'Arboras (en partie), de Jonquières (en partie), de Saint-Guiraud (en partie), de Saint-André-de-Sangonis et de Saint-Saturnin-de-Lucian.

### Encépagement
L’encépagement est constitué de syrah, grenache, cinsault, carignan et mourvèdre,.

### Production
En un demi-siècle, la production est passée de 10 000 à 3 500 000 bouteilles. Ce qui correspond à une production annuelle de 15 000 hectolitres. Elle concerne les vins rouges et rosés.

### Vins et terroir

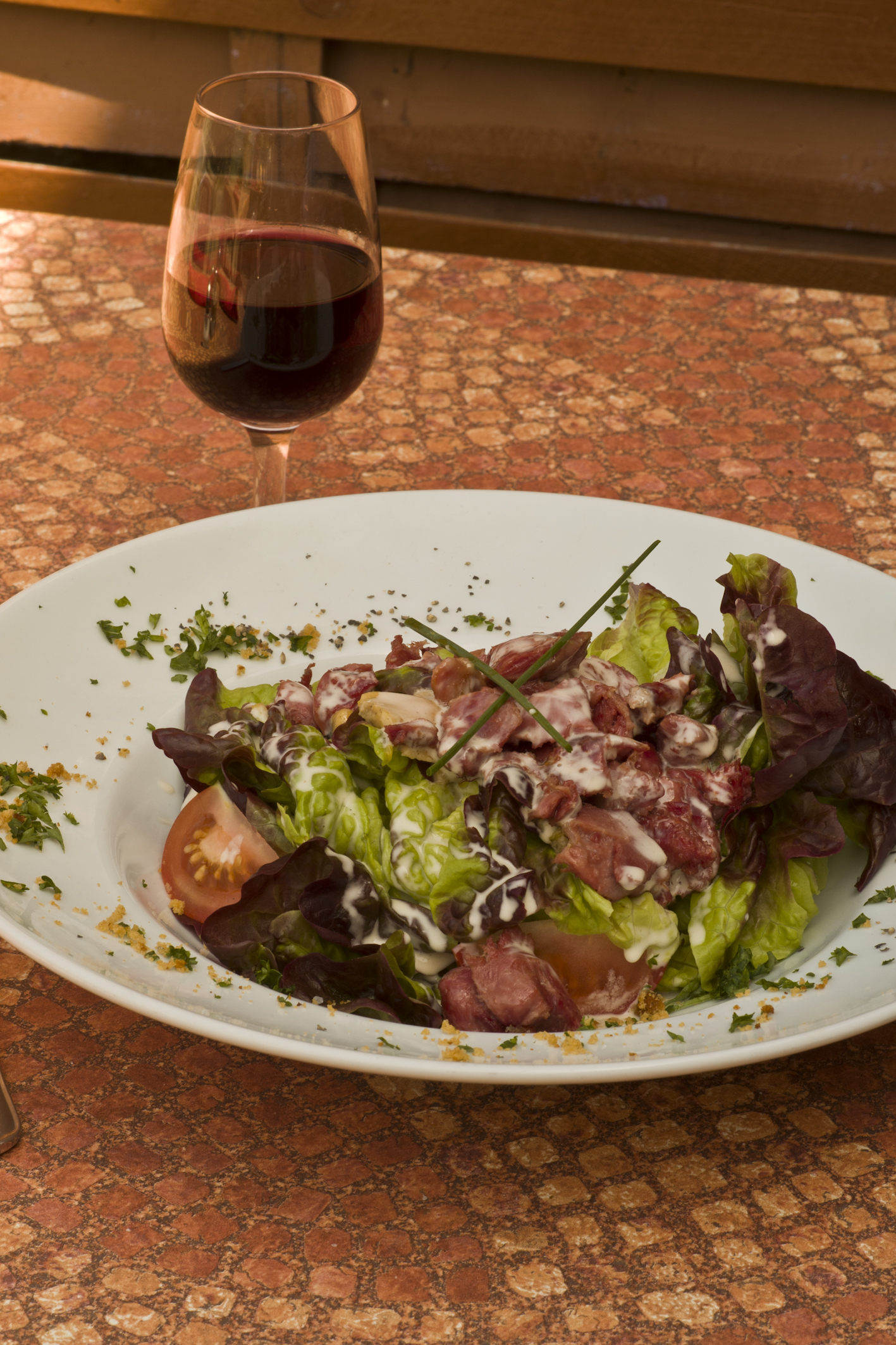
Salade de gésiers et Saint-saturnin AOC

À la dégustation : « Les rouges laissent agréablement entrevoir leur terroir et leurs cépages à la dégustation : sucrosité, arômes de fruits rouges mûrs, de curcuma ou de poivre. Pour les rosés, on apprécie le mélange de vitalité et de finesse, d’arômes de fruits murs et de fraîcheur. ».

### Type de vins et gastronomie
Ces vins s'accordent fort bien avec les mets languedociens. Le rouge se marie avec des apéritifs (fricandeau, saucisson, samoussas), des entrées (garbure, pipérade, tortilla), ou des plats principaux (brageole, cassoulet, côte de bœuf d'Aubrac, boudin de l'Aude).

### Commercialisation
La saint-saturnin a connu son heure de gloire dès les années 1960, car ses vignerons furent les premiers en Languedoc à mettre en marché leur production en bouteille. Actuellement, ces vins sont exportés en Europe et en Asie. Ils sont aussi commercialisés dans les principaux secteurs de la distribution française (moyenne et grande surfaces).